# Selaginella uncinata
Selaginella uncinata, también conocida como 'musgo azul de espiga', 'musgo pavo real' o 'musgo primaveral' entre otros, aunque no es un verdadero musgo sino que está más emparentada con los helechos, es una especie de planta vascular de la familia Selaginellaceae, nativa de China.
Crece formando densas alfombras, prefiere suelos arcillosos, húmedos y ricos en nutrientes sin mucha luz solar directa.

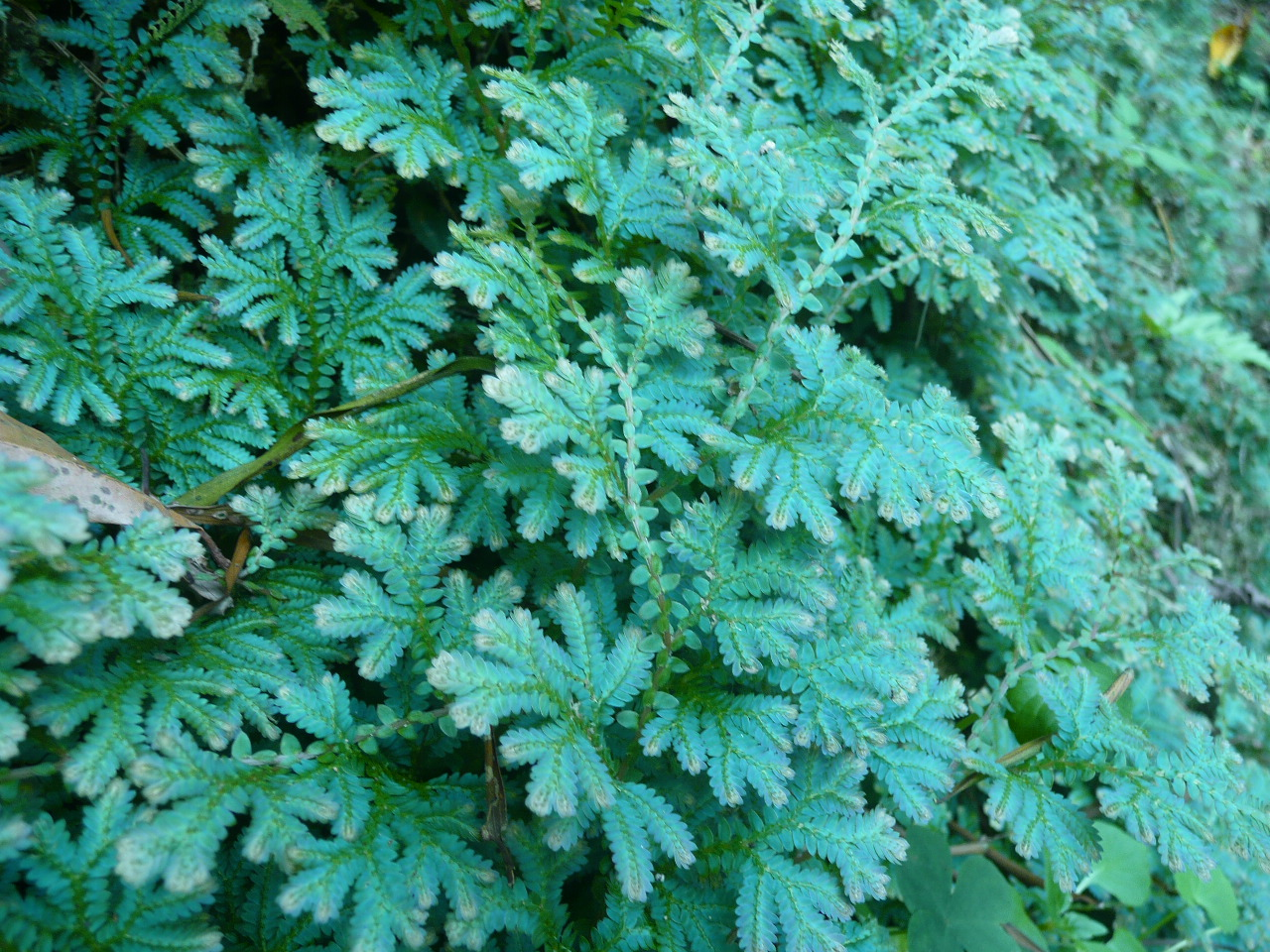
Selaginella uncinata con su particular tono azulado.

## Galería

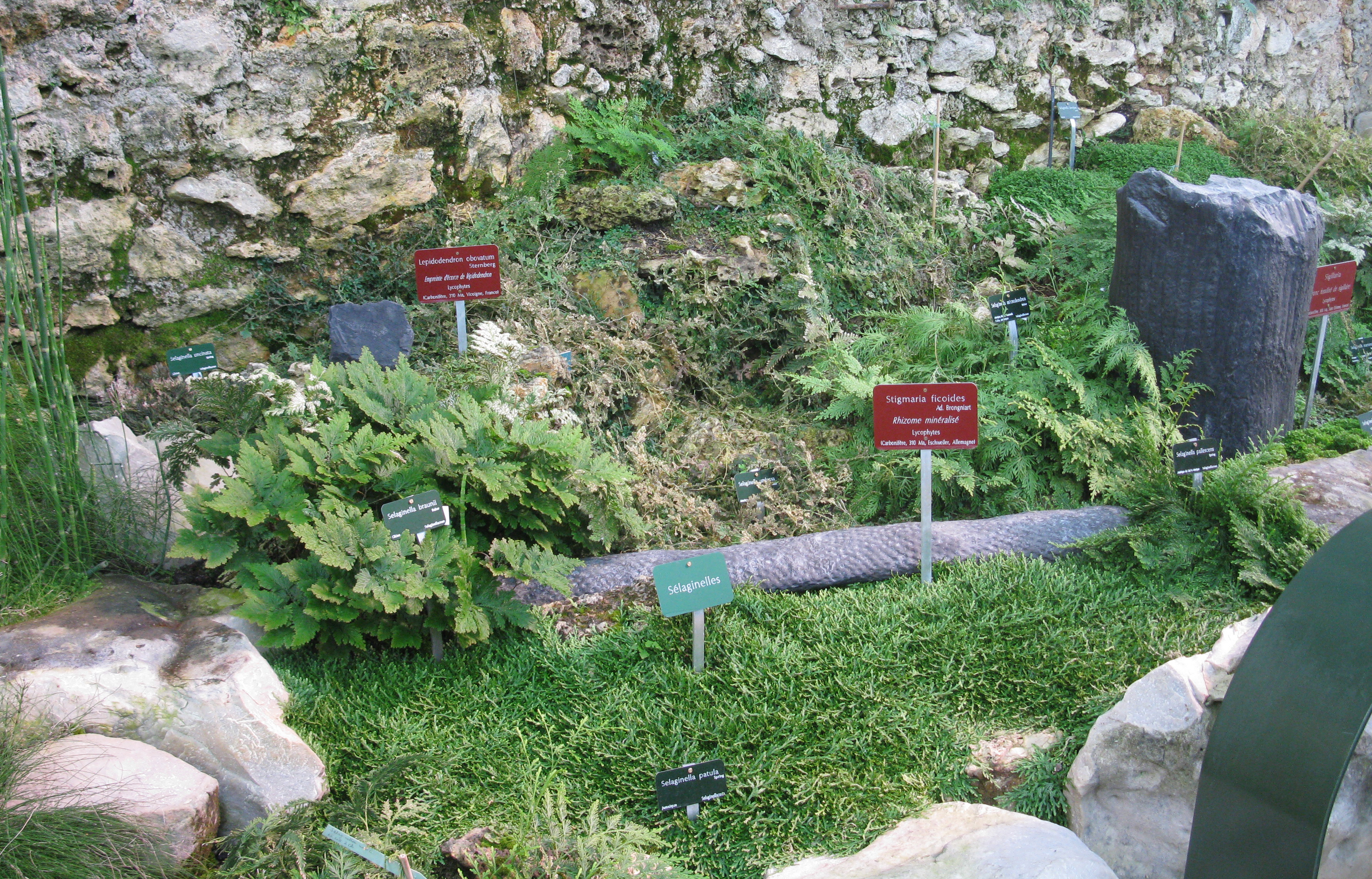
Ejemplares en el Jardín de plantas de París.
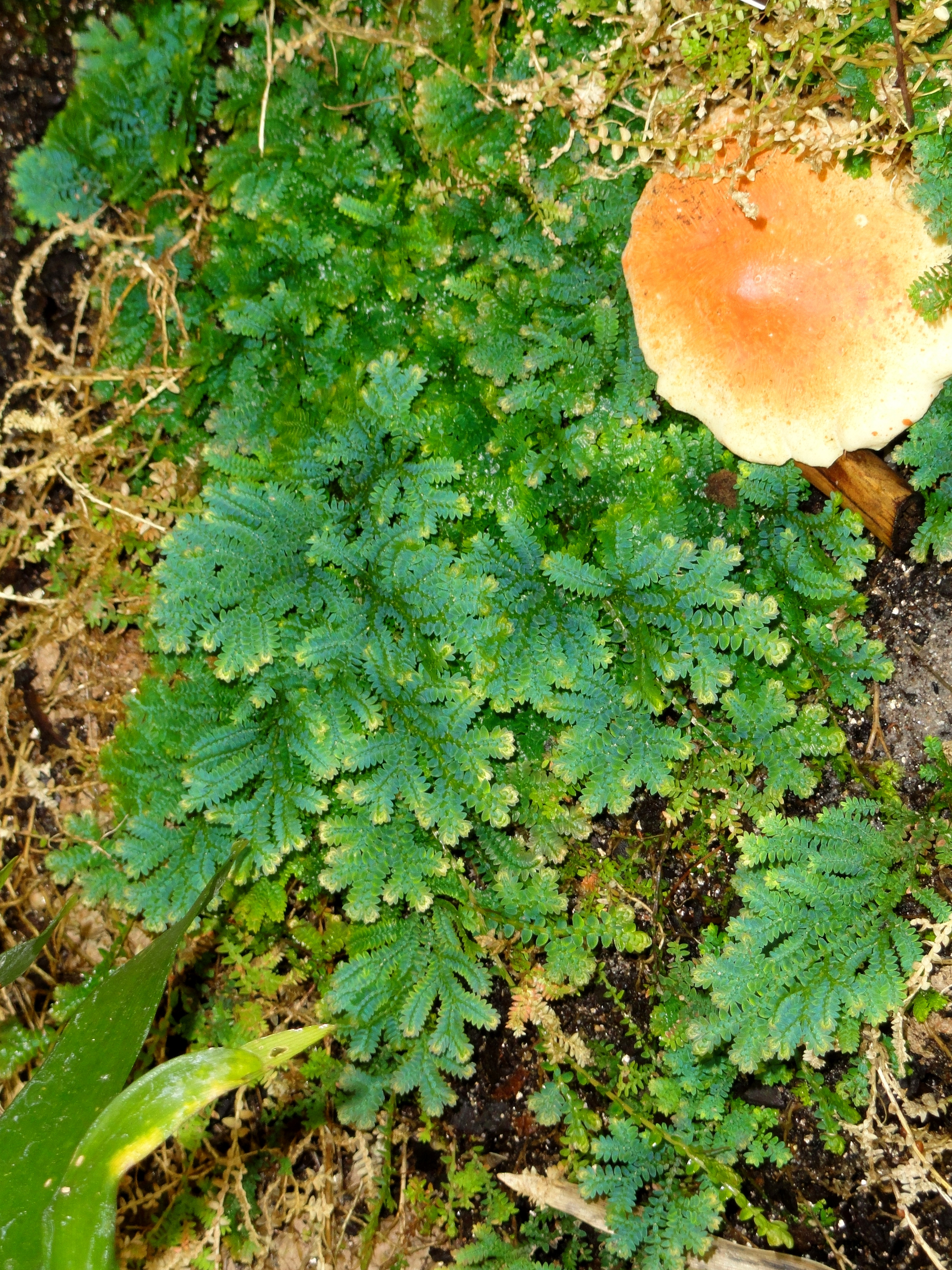
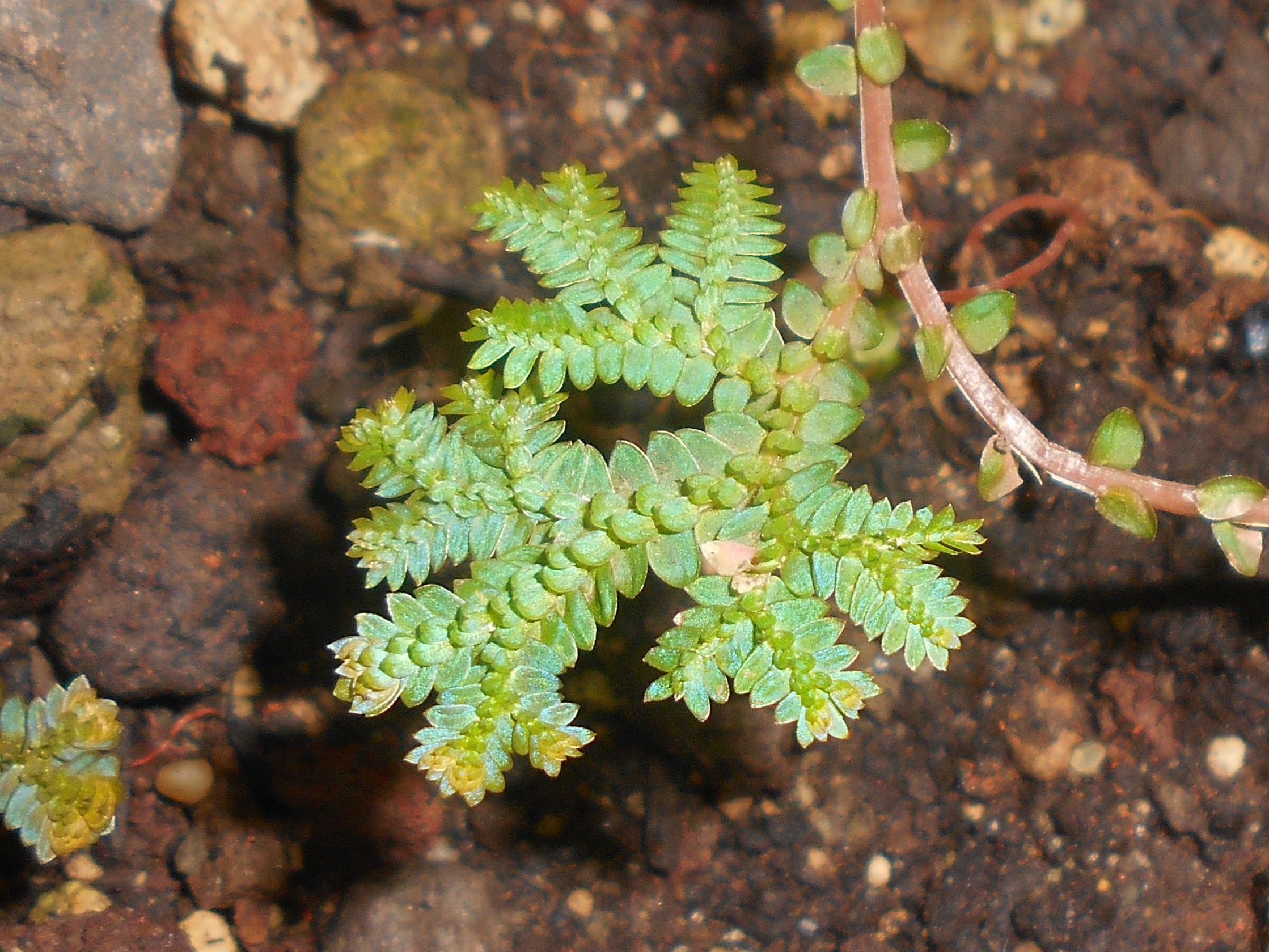
Retoños en detalle.
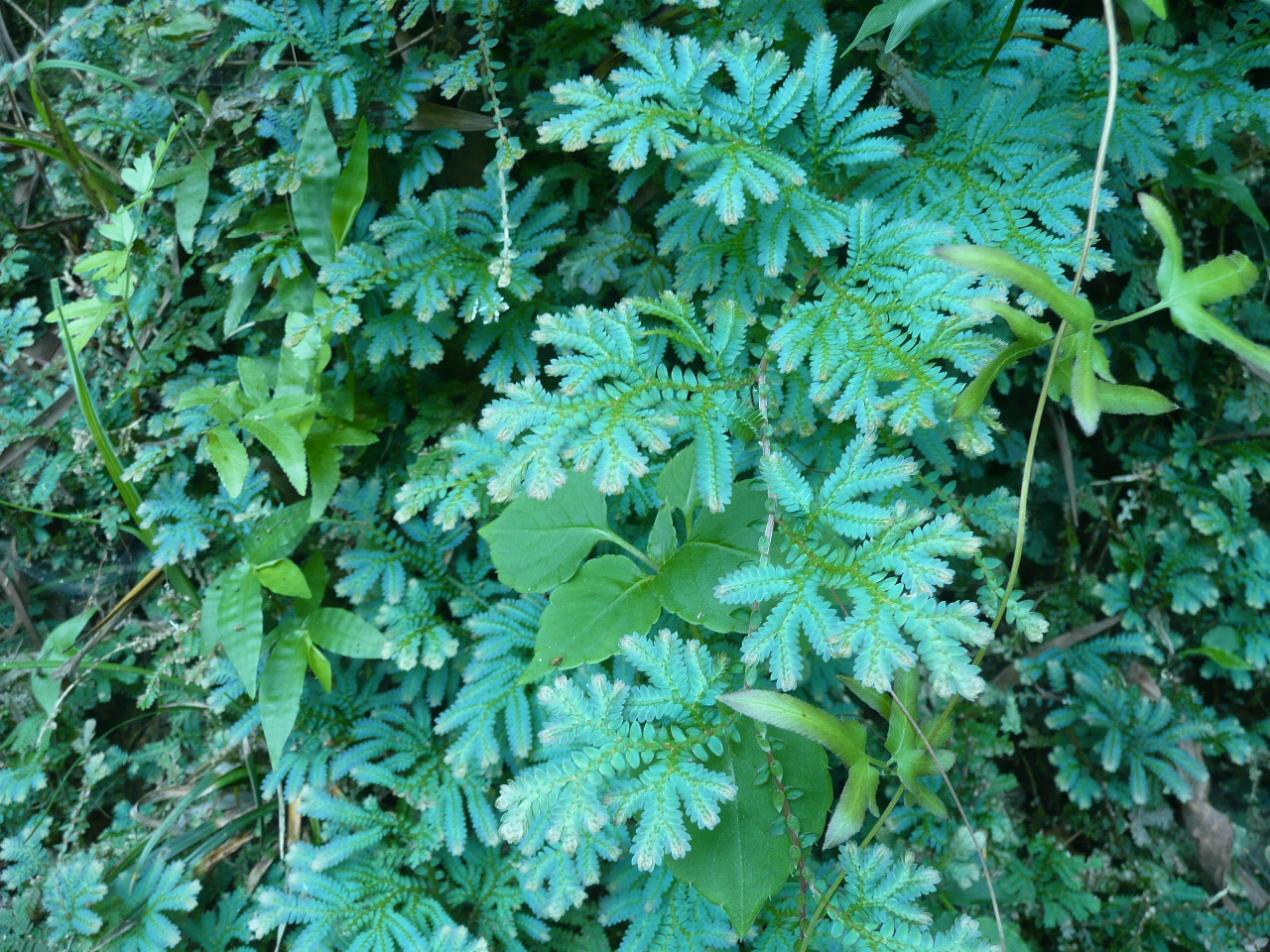
Ejemplar azulado.
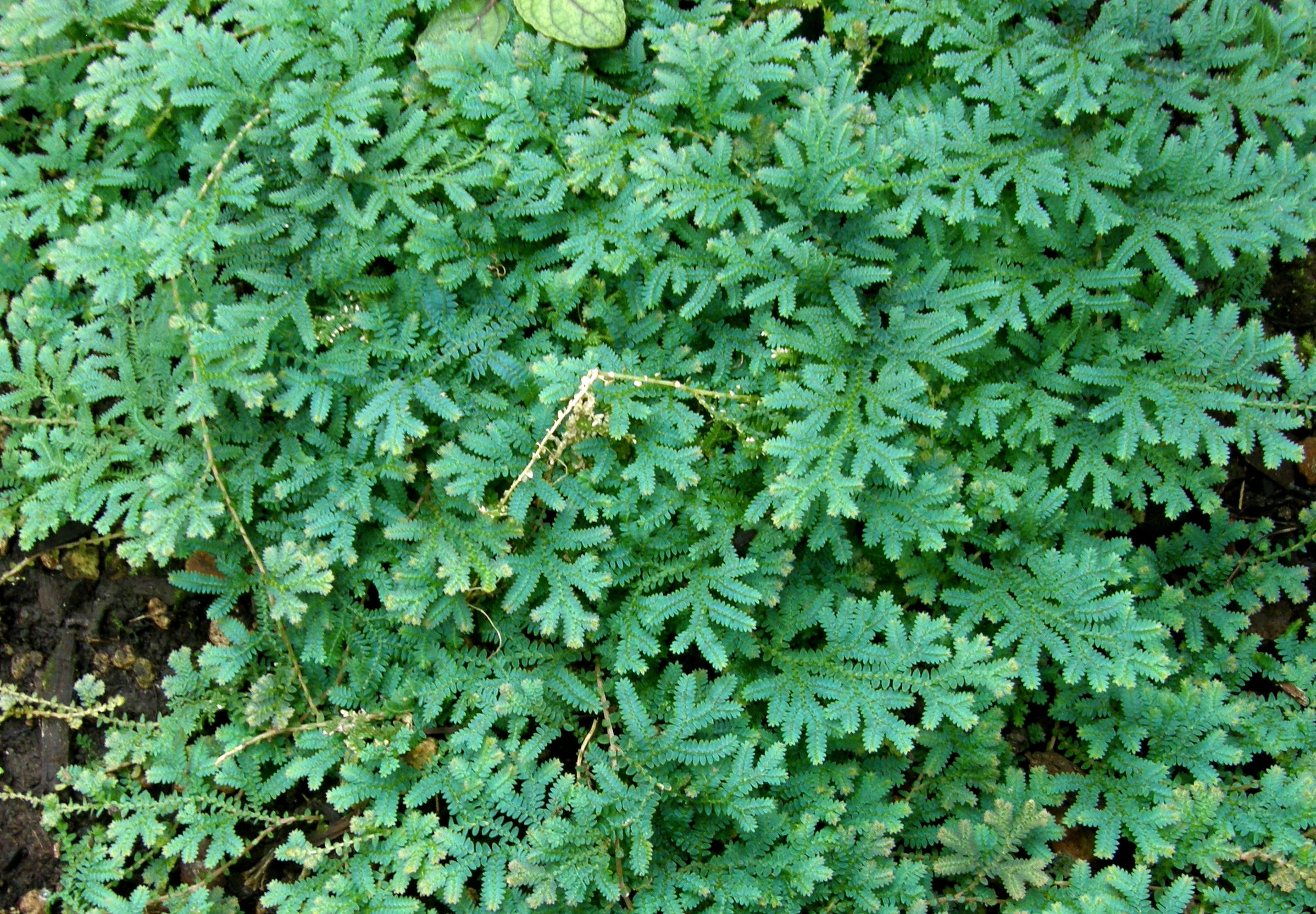
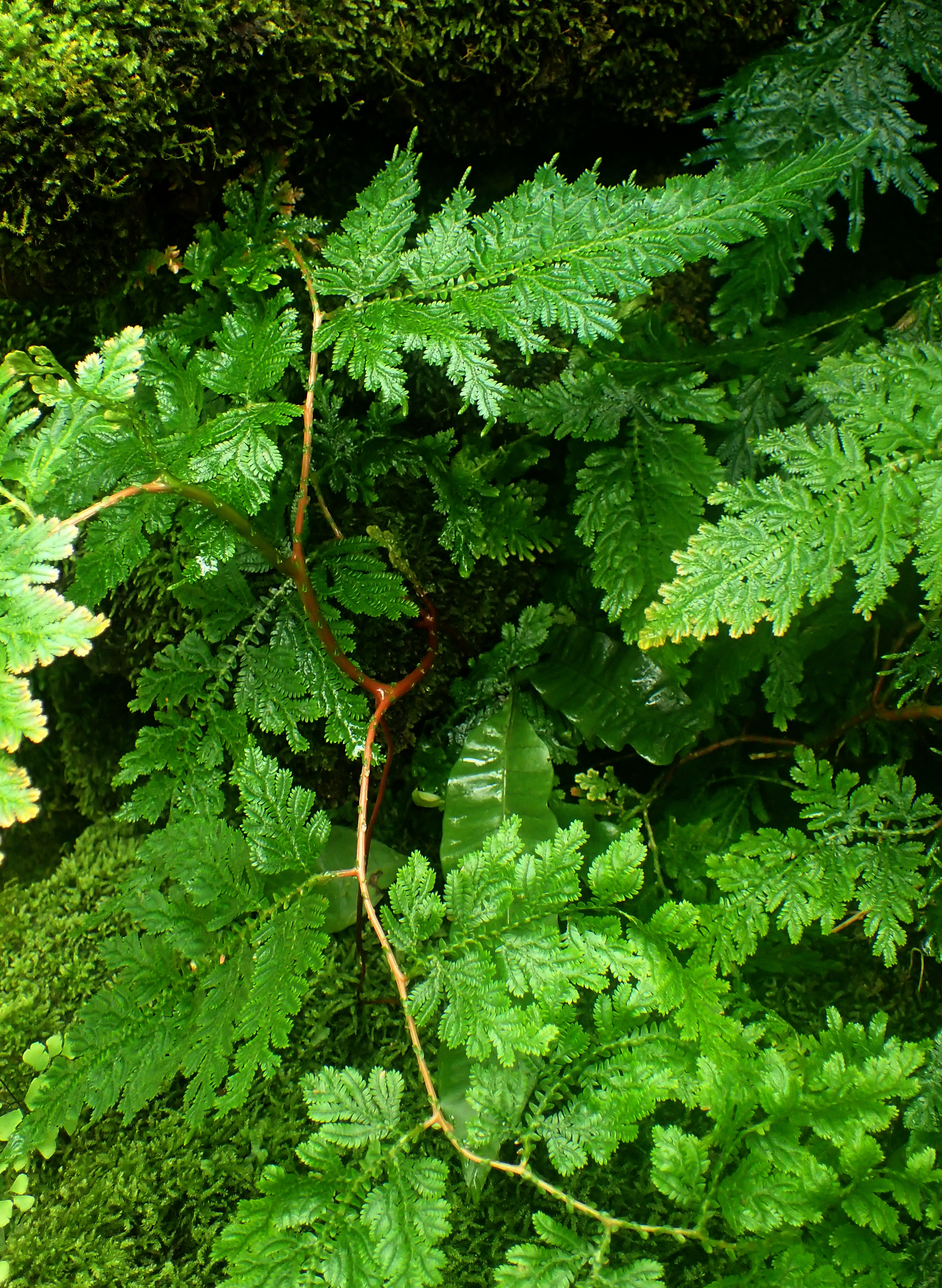
Planta madura en detalle.